# Thoré-la-Rochette
 Thoré-la-Rochette  es una población y comuna francesa, en la región de Centro, departamento de Loir y Cher, en el distrito de Vendôme y cantón de Vendôme-1.

## Demografía
| 687 | 683 | 797 | 823 | 863 | 883 |
| Para los censos de 1962 a 1999 la población legal corresponde a la población sin duplicidades (Fuente: INSEE [Consultar]) |     |     |     |     |     |